# Sierra Nevada (vulcan)
Sierra Nevada este un stratovulcan situat în regiunea Araucania din Chile, lângă vulcanul Llaima. Ultima sa erupție se presupune că ar fi fost datată din era cuaternară Pleistocen, dar activitatea sa s-a extins până în Holocen. Primele sale lave erau formate din fluxuri de andezit, bazalt și fluxuri piroclastice. Laharul era de asemenea unul din hazardurile acestui vulcan.